# Physorhinus galapagoensis
Physorhinus galapagoensis is een keversoort uit de familie kniptorren (Elateridae). De wetenschappelijke naam van de soort werd in 1845 gepubliceerd door George Robert Waterhouse.
De soort werd verzameld op de Galapagoseilanden door Charles Darwin. Ze komt enkel voor in deze archipel.